# Центральный университетский городок Национального автономного университета в Мехико
Центральный университетский городок Государственного автономного университета Мехико (исп. Campus central de la Ciudad Universitaria de la Universidad Nacional Autónoma de México) — главный кампус Национального автономного университета Мексики, расположен в районе Койоакан мексиканской столицы Мехико.
Спроектирован в стиле модернизма архитекторами Марио Пани и Энрике дель Мораль, Доминго-Гарсиа Рамосом, Армандо Франко Ровиром и другими. Строительство велось с 1949 по 1952 гг. Состоит из более чем 40 факультетов и институтов, культурного центра, центральной библиотеки и нескольких музеев. Занимает площадь 177 га. Здания ректората и библиотеки украшены фресками известных представителей мексиканской монументальной живописи Хосе Давида Альфаро Сикейроса и Хуана О’Гормана. На территории городка находится главный олимпийский стадион игр 1968 года, в украшении которого участвовал Диего Ривера.
Включён в список объектов Всемирного наследия ЮНЕСКО в 2007 году как «восхитительный образец модернизма XX в., иллюстрирующий взаимопроникновение урбанизации, архитектуры, строительной технологии, пейзажной архитектуры и искусства их сочетания с элементами мексиканских традиций».
Ближайшие станции метро — «Универсидад» и «Копилько».

## Галерея
- Здание ректората
- Здание факультета медицины
- Здание центральной библиотеки
- Сад в кампусе